# Древнерусский фольклор
Древнерусский фольклор — устное народное творчество древнерусского народа периода Киевской Руси. О разнообразии фольклора свидетельствуют многочисленные песни, былины и сказки.
У племён, составивших Русь предполагается существование в IX веке тех фольклорных жанров, которые наблюдаются у других народов на схожей стадии развития: шаманский фольклор, магические песни-заговоры, военные родовые песни и др. В Киевской Руси (IX—XII века) и в удельный период (XII—XV века) развиваются и трансформируются восточнославянские родоплеменные фольклорные жанры, включая сказку, героический эпос, предание, славы и плачи, клишированные речевые формулы и др. Существенное влияние на развитие фольклора оказало принятие христианства. Под воздействием христианской культуры сформировались новые фольклорные жанры, такие как духовный стих и христианская легенда, а также обогатился и расширился сюжетный фонд уже имевшихся жанров. Стремление к осмыслению исторических событий породило различные рассказы и песни на эту тему. С распространением письменности эти сюжет получили некоторое отражение отражались в древнерусской литературе.
Народное творчество в Киевской Руси письменно не фиксировалось. С принятием христианства народное творчество стало восприниматься книжниками как бесовское искусство. Проповедники и большая часть книжников порицали песни и сказки и не раскрывали содержание этих произведений фольклора. О древнерусском фольклоре известно только по сохранившимся фольклорным текстам или отражению древнерусского устного творчества в письменных памятниках. Основываясь на кратких письменных упоминаниях, исследователи предполагают, что в Киевской Руси имелись все основные фольклорные жанры, которые известны по записям XIX—XX веков: былина, сказка, предание, легенда, обрядовая поэзия, лирическая песня, пословица, загадка, драматическое произведение. Некоторую информацию о фольклоре содержат русские летописи и героические повести.
С началом мифологизированной исторической традиции возникают представления об эпических героях. Сведения о них фрагментарны. Более древние истоки имеют персонажи, выступающие как противники этих героев, например в змееподобные чудовища, поздними вариантами которых считаются Соловей-разбойник и Рарог-Рарашек. Предположительно праславянским является мифологический сюжет о князе-оборотне, от рождения наделённом знаком волшебной власти — восточнославянский эпос о Всеславе.
Согласно Новгородской первой летописи и «Повести временных лет», на днепровских «горах» (холмах) жил человек по имени Кий вместе со своими младшими братьями Щеком, Хоривом и сестрой Лыбедью. Каждый из братьев основал поселение на одном из трёх холмов. Кий построил на правом высоком берегу Днепра город, названный в честь него Киевом. Ряд учёных считает легенду этимологическим мифом, призванным объяснить названия киевских местностей. Имена этих персонажей производны от киевских топонимов (Киев, «горы» Щекавица и Хоревица, река Лыбедь, приток Днепра), а не наоборот. Данные персонажи рассматриваются как генеалогические герои, герои мифологического эпоса, связанные с началом мифологизированной исторической традиции. Предание в «Повести временных лет» родственно мифологическому сюжету о трёх братьях и сестре: в русской сказке присутствует богатырша Белая лебедь, владеющая живой водой и молодильными яблоками, за которыми были посланы братья. Имя богатырши, возможно, образовано от первоначального Лыбедь под влиянием мифологического мотива превращения богатырши в птицу. Предание об основании Киева, подобно другим фольклорным произведениям, имело различные варианты, сообщавшие разные сведения о персонажах. Составители «Повести временных лет» упоминают об этой вариативности, приводя другую легенду (хотя и отвергают её как неправдоподобную) о том, что Кий был перевозчиком на Днепре: «Инии же, не вѣдуще, ркоша, яко Кий есть перевозникъ бысть, у Киева бо перевозъ бяше тогда съ оноя страны Днепра, тѣмь глаголаху: „На перевозъ на Киевъ“. Аще бо былъ перевозникъ Кый, то не бы ходилъ къ Цесарюграду. Но сий Кий княжаше в роду своем, и приходившю ему къ цесарю — не свѣмы, но токмо о сѣмъ вѣмы, якоже сказають: яко велику честь приялъ есть от цесаря, которого не вѣмъ и при котором приходи цесари».
Предание о возникновении Киева, подобно многим другим преданиям об основании главных городов — государственных центров, фактически представляет собой предание о родоначальнике. Из источников Киевской Руси известен цикл подобных преданий, повествующих о разных городах, которые были основаны в местностях проживания того или иного племени. В «Повести временных лет» приведены предания о Радиме, от которого пошли радимичи, и Вятке, родоначальнике вятичей.
Другую группу преданий и легенд, отражённых в литературных памятниках, составляют повествования о героях-воинах и военных походах, включая предания и легенды о борьбе славян с хазарами, печенегами и походы на Византию, возвеличивавшие силу славян и Руси. Летописный рассказ повествует, как хазары потребовали от славянского племени полян и потребовали дань с каждого «дыма». Поляне в ответ дали с каждого «дыма» по мечу. Хазарские старцы сказали, что это дань опасная, славянские мечи острые с обеих сторон, и предупреждали своего «князя»: «Не добра дань, кияже. Мы ся доискахом оружьемь одиною стороною, рекше саблями, а сих оружье обоюду остро, рекше мечь. Си имуть имати дань на нас и на инех странах». Как говорили старцы, так и произошло: спустя время хазары сами были побеждены и стали платить дань славянам. Фольклор создаёт образы мудрых людей, спасающих от врагов и предрекающих им гибель. Типический образ воинской легенды о выходе из самого тяжёлого положения, спасения от вражеской власти представлен в летописном рассказе о белгородском киселе. При отсутствии князя Владимира Святославича печенегами был осаждён Белгород (Белгород Киевский), в котором начался сильный голод. Когда горожане уже почти потеряли надежду спастись, один из белгородских старцев предложил собрать по горсти овса, или пшеницы, или отрубей, сделать болтушку, из которой варится кисель, залить её в бочку, которую поместить в яму, потом остатки мёда положить в бочку, сделать медовое сусло и установить бочку с мёдом во вторую яму. Белгородцы заявили печенегам, что сама земля кормит их. Противники поверили, сняли осаду и ушли. Известен ряд легенд о воинской хитрости и смелости в борьбе с врагами. Так, летописный рассказ об отроке-киевлянине, под предлогом поисков убежавшего коня пробравшегося сквозь войско печенегов,  которые осадили Киев. Отрок позвал на помощь осажденному городу русскую дружину. Легенда о Кожемяке рассказывает о юноше, «среднем телом», но необычайной силы, победившем великана-печенега и спасшем русь от печенегов. Легенда о могучем отроке получили развитие в восточнославянских сказках.
Летописные повествования о правителях Руси, предках князя Владимира Святославича и Ярослава Мудрого, сформировались на основе устных преданий и легенд. Предания о князьях Олеге и Святославе, бабке Владимира Ольге являются существенной частью древнерусских воинских повествований. Эти нарративы сочетают легендарно-сказочные мотивы, имевшие хождение у разных народов, реальные бытовые подробности, социальные правила и древнерусские обряды.